# العلاقات الأبخازية الفنزويلية
تشير العلاقات بين أبخازيا وفنزويلا إلى العلاقات الثنائية بين جمهورية أبخازيا وفنزويلا. اعترفت فنزويلا بأبخازيا، إلى جانب أوسيتيا الجنوبية في 10 سبتمبر 2009 بعد ما يقرب من عشر سنوات من إعلان البلاد استقلالها عن جورجيا في عام 1999. كانت فنزويلا ثالث دولة تعترف بأبخازيا وأوسيتيا الجنوبية بعد روسيا ونيكاراغوا.
خلال الأزمة الرئاسية في فنزويلا عام 2019، يسعى الرئيس المؤقت خوان غوايدو إلى سحب الاعتراف بأبخازيا وأوسيتيا الجنوبية وتحسين العلاقات مع جورجيا بمجرد تشكيل حكومة جديدة.

## اعتراف فنزويلا باستقلال أبخازيا
أعلن الرئيس الفنزويلي هوغو تشافيز أن حكومته اعترفت بأبخازيا وأوسيتيا الجنوبية عندما استضافه الرئيس الروسي دميتري ميدفيديف في موسكو. كما أعلن تشافيز أنه سيتم إقامة علاقات دبلوماسية رسمية مع كلا الجمهوريتين. كانت العلاقات بين أبخازيا وفنزويلا جيدة قبل الاعتراف بها. زار نائب رئيس الجمعية الوطنية الفنزويلية لويس تاسكون غوتيريز أبخازيا في نوفمبر 2006 وأعلن أن لأبخازيا أصدقاء في فنزويلا وأن فنزويلا ستدعم بحثها عن الاستقلال. كما دافع الرئيس شافيز عن اعتراف روسيا بأبخازيا وأوسيتيا الجنوبية في أغسطس 2008، قائلًا: «لقد اعترفت روسيا باستقلال أبخازيا وأوسيتيا الجنوبية. نحن ندعم روسيا. روسيا محقة وتدافع عن مصالحها.»
بعد إعلان الاعتراف، رد الرئيس الأبخازي سيرغيه باغابش قائلًا: «لقد نظرنا دائمًا إلى فنزويلا وبعض دول أمريكا اللاتينية الأخرى بأمل. يوجد وفد أبخازي الآن في كاراكاس بعد زيارة كوبا ونيكاراغوا، حيث لقيا للترحيب الحار والدعم.» أدانت وزارة الخارجية الجورجية قرار الحكومة الفنزويلية، مشيرة إلى الرئيس تشافيز باعتباره «ديكتاتورًا» في بيان رسمي صدر في وقت لاحق من نفس اليوم.

## العلاقات الدبلوماسية وتبادل السفراء
لقد أقامت أبخازيا وفنزويلا علاقات دبلوماسية على مستوى السفراء. سفير فنزويلا في أبخازيا مقيم في موسكو.
في 11 يوليو 2010، قدم السفير فوق العادة والمفوض لجمهورية فنزويلا هوغو خوسيه غارسيا هرنانديز أوراق اعتماده إلى وزير الخارجية الأبخاري مكسيم غفينيا، وكذلك في 12 يوليو، إلى الرئيس باغابش. تم التوقيع على وثيقة رسمية حول إقامة العلاقات الدبلوماسية على مستوى السفراء في 23 يوليو خلال زيارة دولة قام بها الرئيس باغابش إلى فنزويلا. في 6 ديسمبر، قدم السفير فوق العادة والمفوض لجمهورية أبخازيا زور جفاجافا أوراق اعتماده إلى نائب الرئيس فنزويلا إلياس جاوا.
في 3 سبتمبر 2015، قدم سفير فنزويلا الجديد خوان فيسنتي باريديس توريالبا أوراق اعتماده إلى وزير الخارجية تشيريكبا فياتشيسلاف والرئيس راؤول خاجيمبا.

## اجتماعات أخرى
بحسب ما ورد، فقد ركز اجتماع بين نواب وزراء الخارجية في الحكومتين في سبتمبر 2009 على التعاون السياسي والاقتصادي. طلبت أبخازيا من فنزويلا أن تنشئ منصة للضغط من أجل الاعتراف باستقلال أبخازيا في أمريكا اللاتينية.
في الفترة من 21 إلى 25 يوليو 2012، زار وفد أبخازي برئاسة الرئيس باغابش فنزويلا بعد إقامة مماثلة في نيكاراغوا، مع وفد مماثل من أوسيتيا الجنوبية. كانت الزيارة تهدف إلى تعزيز الاعتراف الدولي وتوسيع العلاقات داخل أمريكا اللاتينية ومنطقة البحر الكاريبي. لقد قال رئيس وزراء أبخازيا سيرجي شامبا، «نحن نعتقد أن الدول التي تحترم سلطة تشافيز كزعيم إقليمي سوف تحذو حذوه». في 22 يوليو، تم إعلان رئيسي أبخازيا وأوسيتيا الجنوبية كضيفين شرف لفنزويلا وتسلمَا رمزًا لمفاتيح مدينة كراكاس. في 23 يوليو تم توقيع اتفاقيات حول بداية التعاون، وإقامة العلاقات الدبلوماسية، والصداقة والتعاون، والحوار السياسي. كما دعا الرئيس باغابش منتج النفط الفنزويلي شركة النفط الوطنية الفنزويلية إلى الاستثمار في أبخازيا - وقد اعتبر ذلك محاولة لتقليل اعتماد الأبخاز على روسيا. صدقت الجمعية الوطنية الفنزويلية على اتفاقات التعاون في 14 أكتوبر. دخلت معاهدة التعاون والصداقة حيز التنفيذ رسميًا في 29 أكتوبر 2012.
في عام 2019، سافر الرئيس الأبخازي راؤول خاجيمبا إلى فنزويلا كرئيس لوفد بلاده. حضر خاجيمبا حفل تنصيب نيكولاس مادورو كرئيس لفنزويلا.

## روابط خارجية
- سفارة جمهورية أبخازيا في فنزويلا
- الاتفاق على إقامة علاقات دبلوماسية على مستوى السفراء